# Nawałnik galapagoski
Nawałnik galapagoski (Hydrobates tethys) – gatunek małego ptaka oceanicznego z rodziny nawałników (Hydrobatidae). Nie jest zagrożony wyginięciem.

## Występowanie i biotop
Występuje na rozległym obszarze Pacyfiku, od zachodniego wybrzeża Kalifornii (Stany Zjednoczone) do środkowo-zachodniego wybrzeża Ameryki Południowej. Na wyspach Galapagos utrzymuje się osiadła populacja, ptaki są tam jednak zagrożone atakami ze strony polujących na nie uszatek błotnych. Gniazduje także na wyspie San Gallán u wybrzeży Peru.

## Systematyka
Często umieszczany w rodzaju Oceanodroma. Wyróżnia się dwa podgatunki:
- O. t. tethys (Bonaparte, 1852) – gniazduje na Galapagos
- O. t. kelsalli (Lowe, 1925) – gniazduje na wyspach u wybrzeży Peru

## Morfologia
Długość ciała 18–20 cm, rozpiętość skrzydeł 34–38 cm, masa ciała około 23 g.
Upierzenie skrzydeł ciemne z jasną plamą na pokrywach. Biały kuper i pokrywy nadogonowe. Brak dymorfizmu płciowego.

## Ekologia i zachowanie

### Tryb życia
Ptak przystosowany do życia na otwartym oceanie. Zbiera pokarm z powierzchni wody, ale potrafi także nurkować w falach. Powodem wędrówek nawałników galapagoskich jest m.in. Prąd Humboldta, którego otoczenie stanowi bogate źródło dostępnego pożywienia.

### Pożywienie
Pokarm stanowią ryby, kałamarnice oraz kryl.

### Lęgi
Gniazduje w koloniach. Szczyt sezonu lęgowego przypada na maj i czerwiec. Gniazdo zakłada w szczelinach skalnych lub pod roślinnością. Samica składa 1 białe jajo. Inkubacja trwa 40–42 dni, a zajmują się nią oboje rodzice, zmieniając się co około 5 dni. Również karmieniem pisklęcia zajmują się oboje rodzice. Młode jest w pełni opierzone po około 75 dniach od wyklucia.

## Status
Międzynarodowa Unia Ochrony Przyrody (IUCN) uznaje nawałnika galapagoskiego za gatunek najmniejszej troski (LC – Least Concern) nieprzerwanie od 2000 roku. W 2004 roku szacowano, że światowa populacja liczy co najmniej 500 tysięcy osobników. Globalny trend liczebności populacji uznawany jest za spadkowy ze względu na drapieżnictwo.